# أوبرشتابفيلدفيبل
```
Oberstabsfeldwebel
 ( 
OStFw
 أو 
OSF
 ) هي أعلى 
رتبة ضابط
 صف في 
الجيش
 
الألماني والقوات الجوية الألمانية
. تم تجميعها كـ OR9 في 
حلف الناتو
، أي ما يعادل 
رقيب رئيسي
 في 
جيش الولايات المتحدة
 / الرقيب الرئيسي ( 
سلاح الجو الأمريكي
 )، 
وضابط الصف الأول
 في 
الجيش البريطاني
 / 
ضابط الصف
 ( 
القوات الجوية الملكية
). يتطلب بلوغ هذه المرتبة ستة عشر عامًا على الأقل منذ الترقية إلى رتبة 
فيلدويب
 وست سنوات على الأقل منذ الترقية إلى 
هاوبتفيلدڤيبل.
 
[
1
]
```

- OR-9: Oberstabsfeldwebel / أوبرشتابسبوتسمان
- OR-8: شتابسفيلدفيبل / Stabsbootsmann
- OR-7: هاوبتفيلدڤيبل / Hauptbootsmann
- OR-6A: أوبرفيلدفيبل / Oberbootsmann
- OR-6b: فيلدفيبل / بوتسمان

## التاريخ
لم يتم استخدام الرتبة قبل الرايخوير، الفيرماخت وكذلك في الجيش الشعبي الوطني في جمهورية ألمانيا الديمقراطية. ومع ذلك، يجب عدم خلط بين الرتبة وStabsoberfeldwebel المستخدمة في كريغسمارينه والفيرماخت، في السنوات 1939-1945.